# Saehan Motors

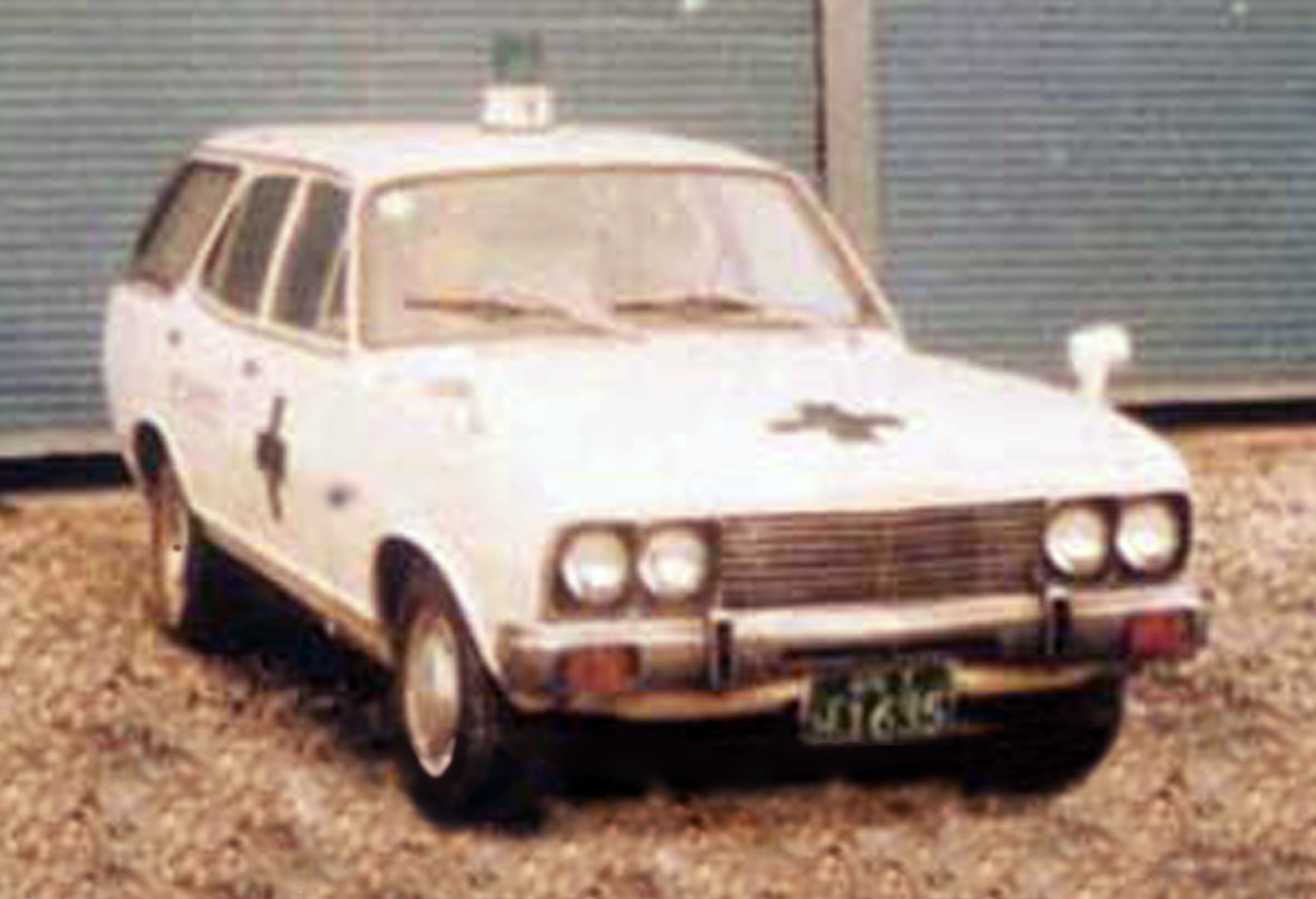
Saehan Camina

Saehan Motors – były południowokoreański producent samochodów osobowych i ciężarowych z siedzibą w Inczonie działający w latach 1976–1983. Należał do amerykańskiego koncernu General Motors.

## Historia
W 1976 roku GM Korea po tym, jak krótko sprzedawało samochody pod markami Chevrolet i GMK, zdecydowało się przyjąć dla przedsiębiorstwa nową nazwę własną, Saehan Motors. Będący eksportową odmianą australijskiego modelu Holden Torana Chevrolet 1700 otrzymał nową nazwę, Saehan Camina. Równolegle, ofertę uzupełniły też topowe limuzyny Rekord i Royale oparte na konstrukcjach europejskiego Opla.
Po dwóch latach sprzedaży, Saehan zdecydował się zastąpić model Camina inną kompaktową konstrukcją, tym razem wykorzystując globalną platformę T-body i zapożyczając model Isuzu Gemini, nadając mu najpierw nazwę Saehan Gemini, a od 1982 roku – Saehan Maepsy.
W grudniu 1982 roku Saehan Motors zostało kupione przez rodzimy konglomerat Daewoo Group, który miesiąc później, z początkiem 1983 roku, zdecydowało się przemianować przedsiębiorstwo na Daewoo Motors.

## Modele samochodów

### Historyczne
- Camina (1976–1978)
- Gemini (1977–1982)
- Max (1979–1982)
- Maepsy (1982–1983)
- Rekord (1976–1983)
- Rekord Royale (1976–1983)